# Sveriges speleologförbund
Sveriges Speleologförbund, SSF, förening för intresserade av grottforskning och speleologi. SSF bildades 1966 av Leander Tell och har ca 650 medlemmar (2016). I verksamheten ingår bland annat grottmöten, registrering av grottor i Sverige, kurser och utgivning av svensk grottlitteratur. Man ger ut en tidskrift, "Grottan", med fyra nummer per år.
Sverige Speleologförbund är medlem av Internationella Speleolog-Unionen, UIS.
Ordförande är Johannes Lundberg. Tidigare ordförande i föreningen har varit Leander Tell (3 år), Lars-Erik Åström (19 år), Sven Gunnvall (7 år), Leif Sigvardsson, Anders Lindén, Thomaz Gustavsson, Anders Lindén, Thomaz Gustavsson, Sven Gunnvall, Mark Dougherty och Torbjörn Djuvfeldt.